# Cal Cunningham

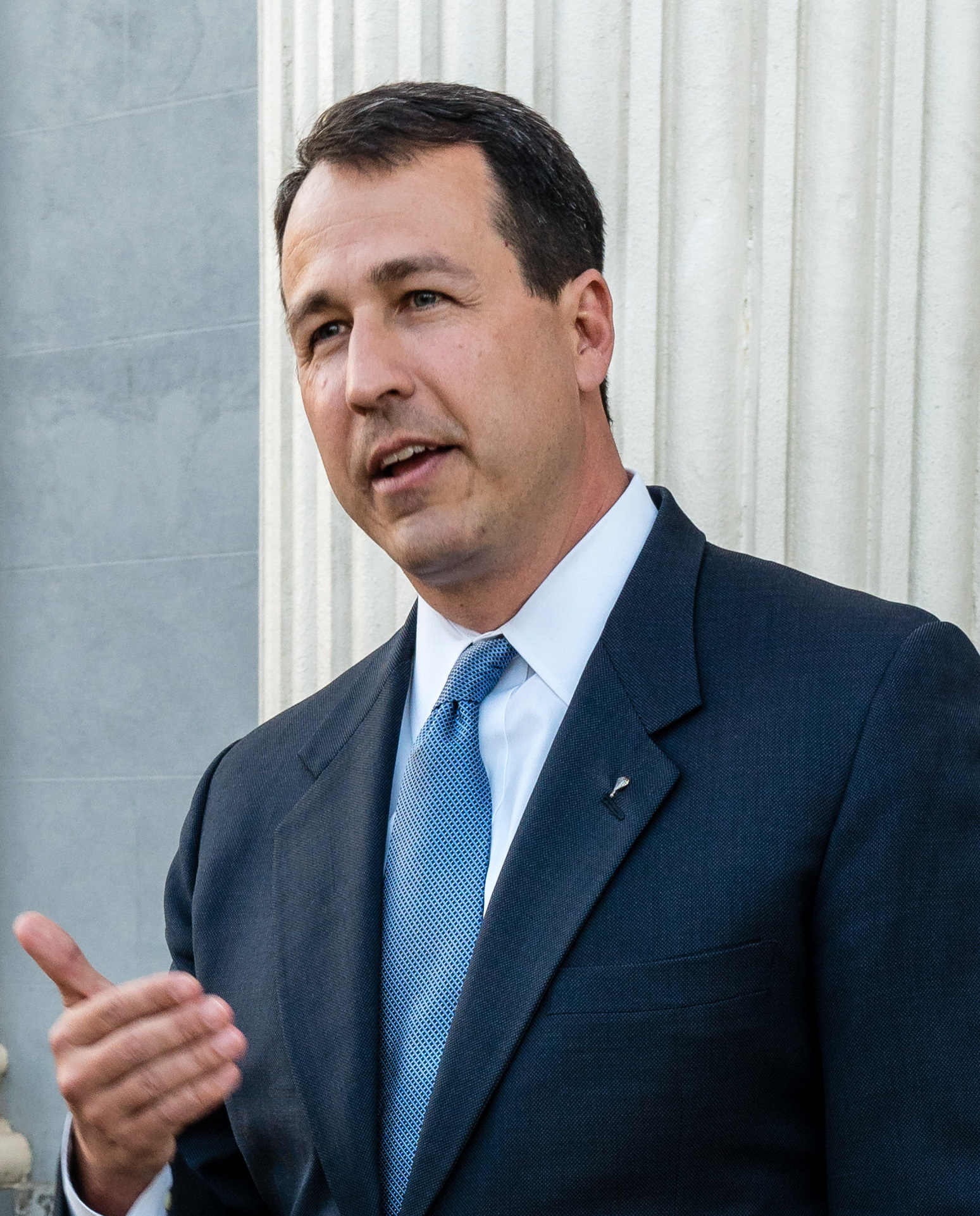
Cal Cunningham

James Calvin „Cal“ Cunningham III (* 6. August 1973 in Winston-Salem, North Carolina) ist ein US-amerikanischer Politiker (Demokratische Partei), Rechtsanwalt und Militärangehöriger.

## Leben
Cunningham wuchs in Lexington, North Carolina auf. Er studierte an der University of North Carolina at Chapel Hill. Von 2001 bis 2003 gehörte er dem Senat von North Carolina an. In Folge der Terroranschläge am 11. September 2001 trat Cunningham in die United States Army Reserve ein.
2020 kandidierte er für den Klasse-II-Sitz des Bundesstaates North Carolina im Senat der Vereinigten Staaten. Er trat hierbei gegen den republikanischen Amtsinhaber Thom Tillis an. Bereits 2010 hatte er sich um einen Sitz im US-Senat bemüht, war damals jedoch in der Primary seiner Partei der Secretary of State Elaine Marshall unterlegen. Bei der Wahl am 3. November 2020 erhielt Cunningham etwa 47 % der Stimmen und unterlag damit Tillis, der etwa 48,7 % erhielt (Stand 15. November 2020 nach Auszählung von 98 % der Stimmen).
Cunningham ist verheiratet und hat zwei Kinder, einen Sohn und eine Tochter. Die Familie lebt in Raleigh, North Carolina.